# Корецкий, Пётр Селивёрстович
Пётр Селивёрстович Коре́цкий (укр. Петро Сiлiверстович Корецький; 1919—1973) — советский живописец, график, иллюстратор.

## Биография
Родился 30 сентября 1919 года в селе Нижние Серогозы (ныне Генический район, Херсонская область, Украина). Учился Днепропетровском художественном училище, затем в средней художественной школе при Всероссийской Академии художеств.
Во время Великой Отечественной войны служил в зенитной батарее под Ленинградом. Был строевым командиром, с частями Советской армии дошёл до Берлина.
Жил в Москве. Занимался станковой живописью и книжной иллюстрацией. Создал военный плакат «Юноши и девушки, защищайте родину, свободу и честь, завоёванные вашими отцами» (1941). Сотрудничал с Воениздатом; исполнил иллюстрации к романам «Самолёт подбит над целью» (1960) Г. Б. Гофмана и «Матросы» (1963) А. А. Первенцева. В 1950 году участвовал во Всесоюзной художественной выставке (Москва). Тиражный плакат П. С. Корецкого хранится в собрании музея-заповедника «Дмитровский кремль». Член МОСХ.
Умер в 1973 году.

## Награды и премии
- Сталинская премия второй степени (1949) — за диораму «Бой на Одерском плацдарме» (совместно с И. В. Евстигнеевым).[3]
- медали